# Bugatti Divo
La Bugatti Divo est une hypercar commercialisée par le constructeur automobile français Bugatti. Produite de 2019 à 2021, son nom rend hommage à l'un des pilotes emblématiques de la marque, Albert Divo (1895-1966), vice champion d'Europe de course automobile.

## Présentation

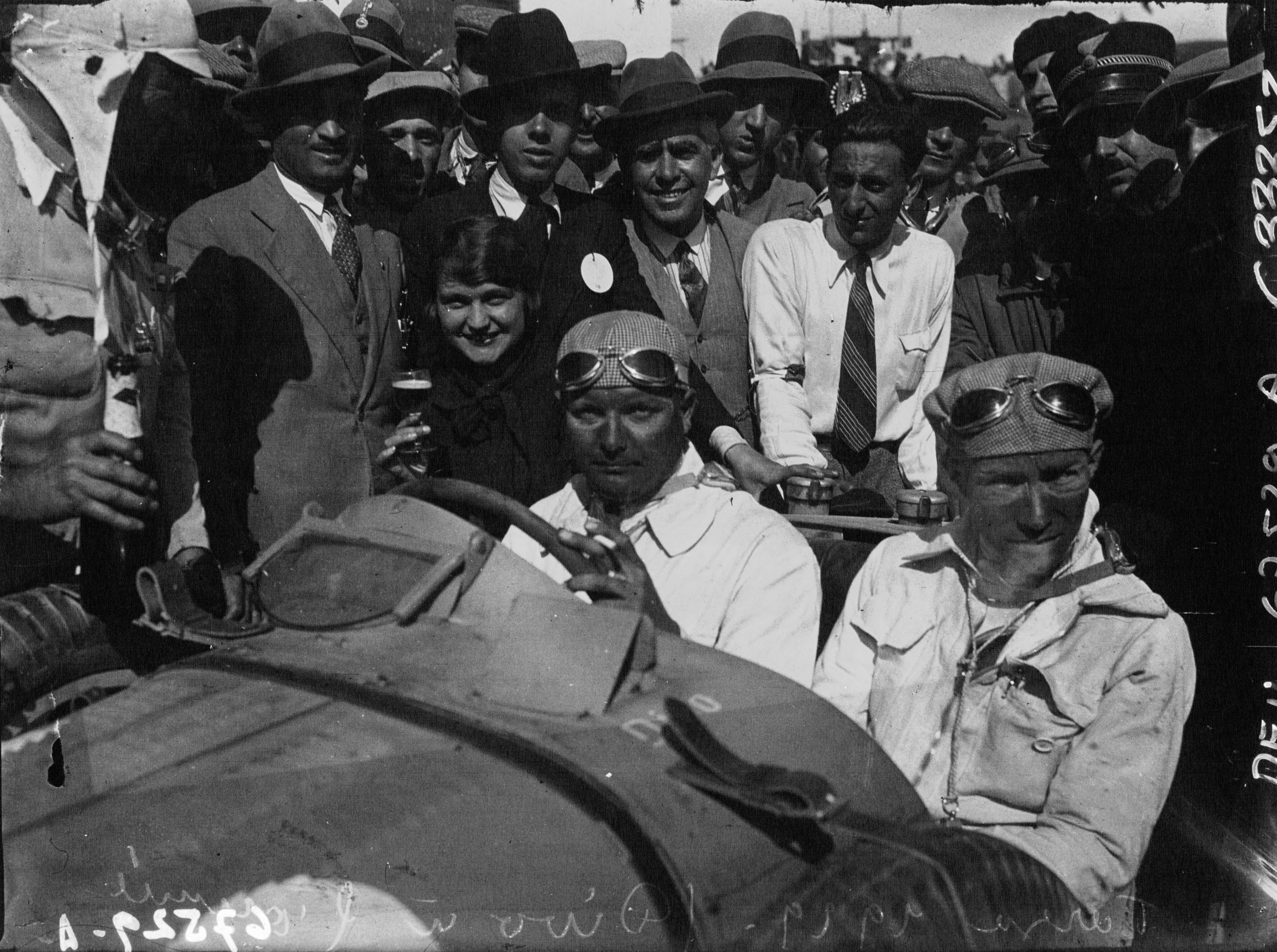
Albert Divo à la Targa Florio 1929.

La Bugatti Divo est présentée le 24 août 2018 à The Quail, A Motorsports Gathering, un rassemblement automobile californien, près de Monterey, aux États-Unis, avant son exposition au concours d'élégance de Pebble Beach 2018. Elle est ensuite présentée au Mondial de l'Auto de Paris en octobre 2018 et au Salon de Genève 2019.
Automobile radicale extrapolée de la Bugatti Chiron, la Divo s'inspire du concept-car Bugatti Vision Gran Turismo. Son nom est un hommage au pilote français Albert Divo qui a remporté deux fois la Targa Florio avec une Bugatti Type 35 B, en 1928 et 1929.
Stephan Winkelmann, PDG de Bugatti, a annoncé que la Divo est « conçue pour les virages » et sera produite à seulement quarante exemplaires pour un tarif de cinq millions d'euros chacun, tous vendus à des propriétaires d'au moins un exemplaire de la Chiron, ce qui en faisait, en août 2018, la voiture neuve la plus chère du monde.
En 2021, un des exemplaires livrés est la Lady Bug, avec ses 1600 losanges diamantés. Ce modèle aura nécessité plus d'un an et demi de travail, en raison de son « motif de fondu algorithmique géométrique-dynamique. ». Son heureux propriétaire est un californien qui n'en est pas à sa première Bugatti.
Le dernier des 40 exemplaires est livré en juillet 2021, avec une teinte “Bugatti EB 110 LM Blue”, associé à une couleur “Blue Carbon” et à des jantes “or métalliques”.

## Caractéristiques techniques

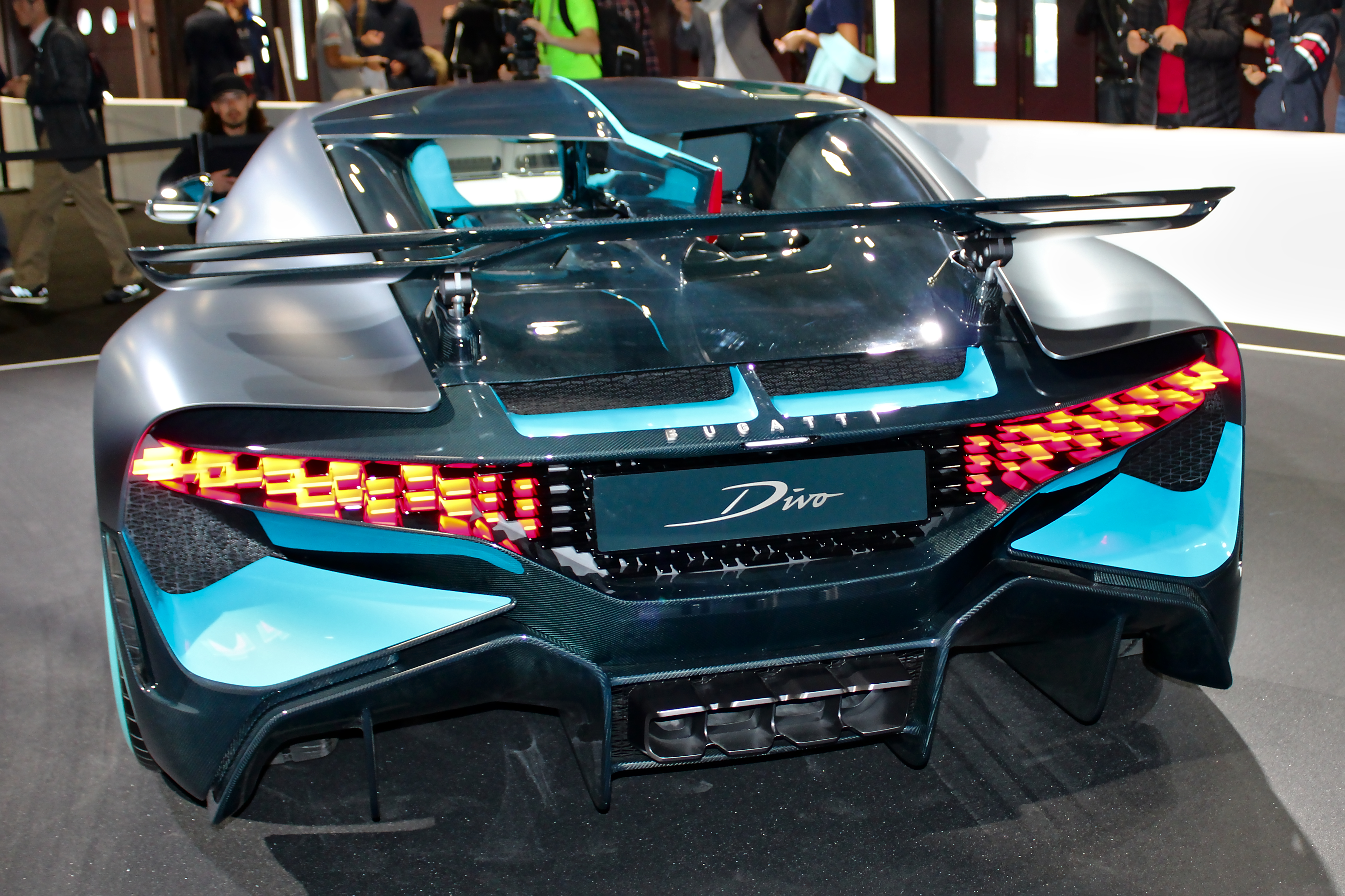
Vue de l'arrière.

La Divo reprend le châssis et le moteur de la Chiron, avec des réglages de châssis et une carrosserie différents dont l'aérodynamisme a été optimisé, tout comme les réglages de la suspension pour obtenir une tenue de route optimale sur des routes sinueuses. Elle est 8 secondes plus rapide au tour que la Chiron sur le circuit d'essais de Nardò et génère 90 kg de force d'appui aérodynamique de plus par rapport à celle-ci, faisant encaisser 1,6 g d'accélération latérale aux passagers. Sa vitesse de pointe est limitée à 380 km/h pour des raisons de sécurité liées aux pneumatiques Michelin et à ses suspensions.
La Divo est dotée d'un large aileron arrière d'1,83 mètre d'envergure et qui peut faire office d'aérofrein et dont l'inclinaison varie en fonction du mode de conduite choisi.

### Motorisation
La supercar reçoit le moteur W16 de 8 litres de cylindrée de la Bugatti Chiron.
|                                                      | W16 8.0 L                           |
| ---------------------------------------------------- | ----------------------------------- |
| Moteur                                               | 16 cylindres en W                   |
| Cylindrée (cm3)                                      | 7 993                               |
| Alimentation                                         | Quadri turbos                       |
| Puissance maximale (ch)                              | 1 500                               |
| au régime de (tr/min)                                | 6 700                               |
| Couple maximal (N m)                                 | 1 600                               |
| au régime de (tr/min)                                | 2 000 à 6 000                       |
| Boîte de vitesses                                    | DSG à 7 rapports à double embrayage |
| Transmission                                         | Intégrale permanente                |
| Vitesse maximale (en km/h)                           | 380 (limitée)                       |
| 0-100 km/h (en s)                                    | 2,4                                 |
| Consommation (en ℓ/100 km) urbain/extra-urbain/mixte | 35,2 / 15,2 / 22,5                  |
| Masse à vide (kg)                                    | 1 960                               |
| Émissions de CO2 (en g/km)                           | 516                                 |